# Liste des ambassadeurs d'Espagne en Croatie
L’ambassadeur d'Espagne en Croatie est le représentant légal le plus important du royaume d'Espagne en Croatie. Nommé en Conseil des ministres, il dirige les offices qui dépendent de l'Ambassade dont le siège est à Zagreb. De même, il informe le gouvernement espagnol sur l'évolution des évènements à Croatie, négocie au nom de l'Espagne et peut signer ou ratifier des conventions. Il observe le développement des relations bilatérales dans tous les domaines et s'assure de la protection des intérêts espagnols et de ces citoyens à Croatie.

## Ambassadeurs successifs
| Début           | Fin           | Ambassadeur                      | Observations                                                            |
| --------------- | ------------- | -------------------------------- | ----------------------------------------------------------------------- |
| 9 novembre 1992 | 16 avril 1993 | Luis de la Torre de Andrés       | Résidence à Bucarest, cf. Liste des ambassadeurs d'Espagne en Roumanie. |
| 25 juin 1993    | 1998          | Luis Felipe Fernández de la Peña |                                                                         |
| 17 juillet 1998 | 2005          | Antonio Pedauyé González         |                                                                         |
| 2005            | 2010          | Manuel Salazar Palma             |                                                                         |
| 6 novembre 2010 | 2014          | Rodrigo Aguirre de Cárcer        |                                                                         |
| 14 juillet 2014 | en cours      | Eduardo Aznar Campos             |                                                                         |